# خنسوت
خنسوت (وتُكتب أيضًا خنسيت)، والتي تعني "المشيمة"، هي في الدين المصري القديم الإلهة الراعية للمقاطعة العشرين في مصر السفلى. كانت خنسوت زوجة سوبدو وابنة رع، وكانت تُصوَّر كـصل ملكي. كان يُعرف خنسوت وسوبدو أحيانًا بالزوجين الإلهيين لـصفط الحنة.
تم تصوير خنسوت بطرق متعددة، بما في ذلك كالإلهة حتحور-إيزيس المدمجة.